# YG Entertainment
Pour les articles homonymes, voir YG.
YG Entertainment (coréen : YG 엔터테인먼트) est un label discographique sud-coréen, situé à Séoul, fondé en 1996. Elle est l'une des quatre grandes maisons de disques sud-coréennes dans le secteur de la musique K-pop aux côtés de SM Entertainment, JYP Entertainment, et Hybe Corporation. L'acronyme YG fait référence à son fondateur et président-directeur général Yang Hyun-suk, aussi connu sous le pseudonyme Yang Goon.
La société étend ses activités dans de nombreux domaines autres que la musique, le cinéma, les produits cosmétiques et la mode. Depuis sa création, le label a eu dans ses rangs de nombreux artistes de K-pop à renommée internationale tels que Blackpink, Big Bang, PSY ou encore Treasure, 2NE1

## Histoire

### Fondation

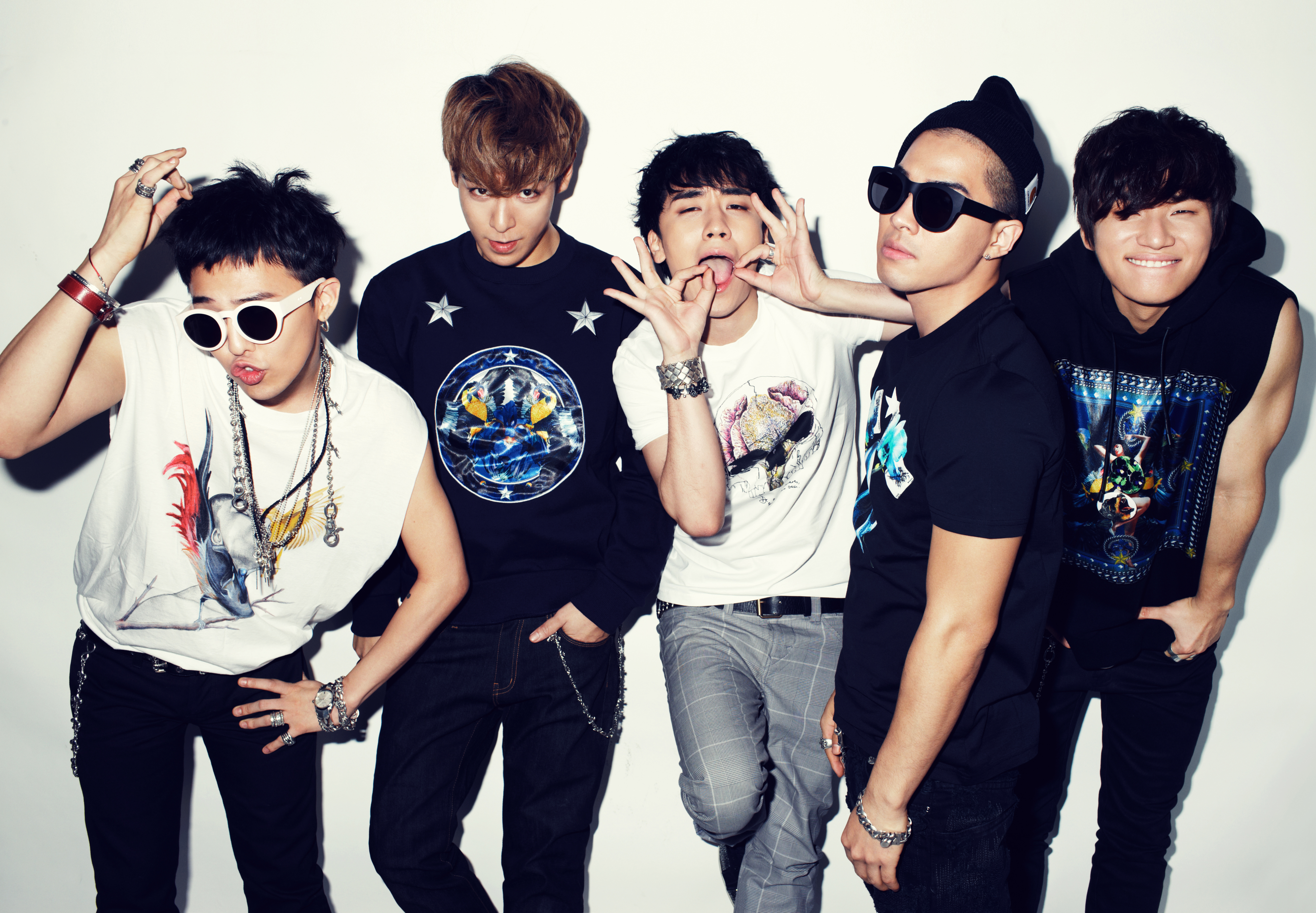
Le groupe BIGBANG en 2012.

En mars 1996, Yang Hyun-suk, ancien membre du groupe Seo Tai-Ji And Boys fonde YG Entertainment avec son frère cadet Yang Min-suk. Au cours de leurs premières années, la société mise sur des groupes tels que, notamment, Keep Six, Jinusean, et 1TYM. En 1998, les artistes du label publient leur premier album collaboratif sous le label YG Family. Le label poursuit son parcours avec Perry, Swi.T, Big Mama, Lexy, Wheesung et Gummy. Le chanteur Wheesung devient l'artiste ayant le plus vendu d'exemplaires en Corée du Sud en 2003. YG Underground est également pour les groupes 45RPM et Stony Skunk. 
La société se développe après la signature de son premier idole, Se7en, surnommé « Rival de Rain », qui trouve le succès au Japon et en Corée à la suite de l'apogée de sa carrière. En 2009, un scandale éclate autour de la relation secrète entre Se7en et l'actrice Park Han-byul ; Se7en dément cependant ces rumeurs de couple. Se7en fait un début de succès aux États-Unis, et fait une pause pendant quatre ans, ralentissant ainsi sa carrière. Son contrat avec YG Entertainment expire en avril 2013. 

### Succès et expansion

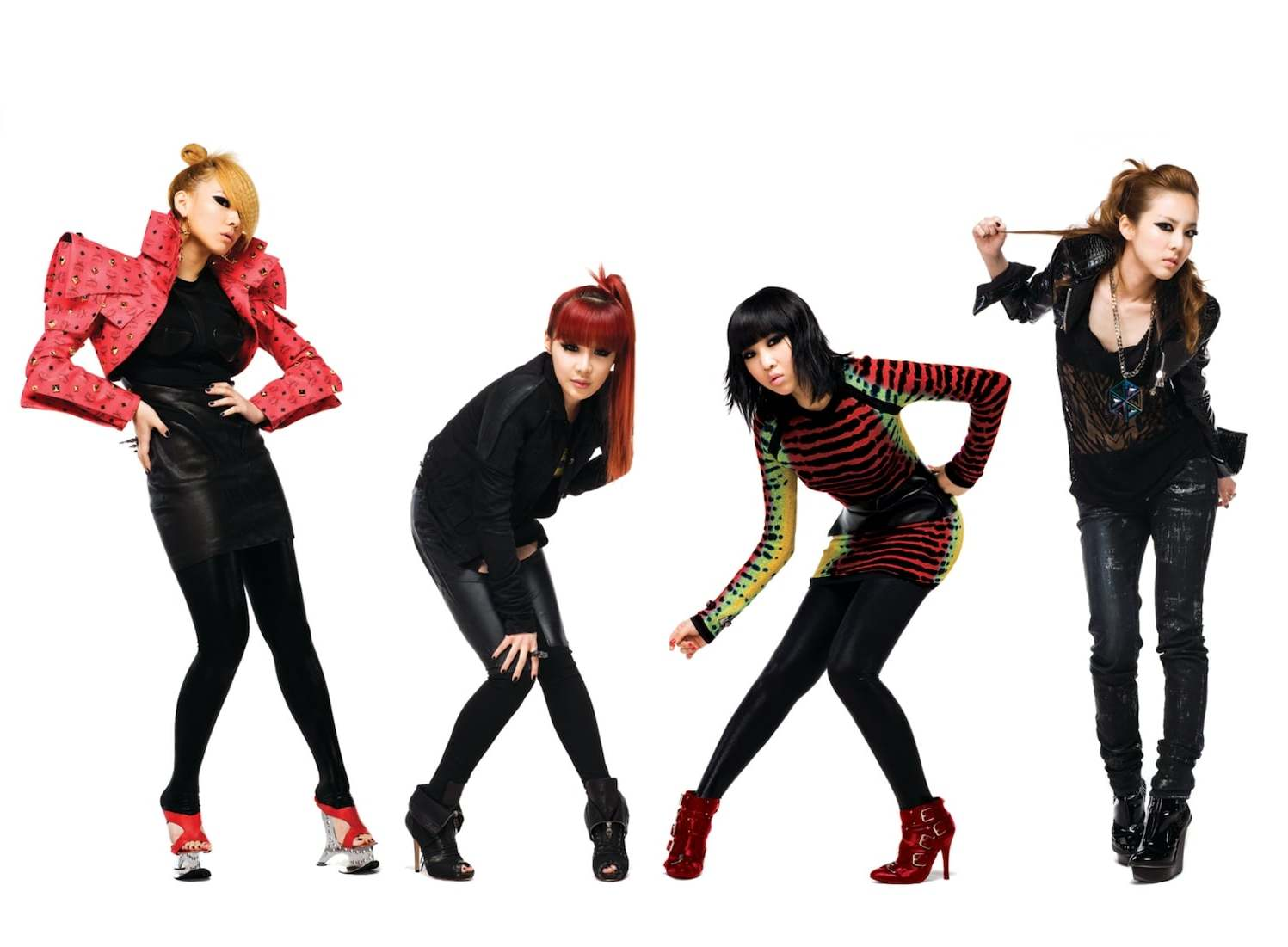
Le groupe 2NE1 en 2010.

La société lance son premier boys band, Bigbang. Les stagiaires G-Dragon et Taeyang sont dans la compagnie depuis l'âge de 13 ans. Big Bang devient le groupe le plus jeune de l'époque, dont les membres sont âgés entre 15 et 18 ans. Le groupe augmente sa popularité en 2007 et 2008 avec les chansons Lies et Haru Haru, composées par G-Dragon, qui atteignent la première place des classements locaux pendant huit semaines consécutives. Il devient ainsi le premier groupe à rester le plus longtemps dans les classements devant le groupe Seo Tai-Ji and Boys. Le girls band 2NE1 débute en 2009 et connait rapidement le succès.
La société se popularise davantage avec la signature des chanteurs renommés Psy et Tablo, leader du groupe Epik High. En Corée, ils sont connus pour leurs actes très controversés et rebelles. Le directeur général de YG Entertainment, Yang Hyun-suk, offre son aide à son ami Psy lorsque ce dernier fait face à des difficultés financières. PSY hésite à signer avec le label en raison de son image extravagante. Convaincu par son épouse, Yoo Hye-yeon, Psy décide finalement de signer un contrat avec YG Entertainment pour revitaliser sa carrière musicale et se fera ensuite connaitre par son clip planétaire Gangnam Style, vu des milliards de fois sur le réseau de partages vidéo YouTube. Tablo, lui, souffrira de dépression après que des internautes coréens d'une communauté en ligne appelée Tajinyo l'aient accusé de se forger une identité et d'avoir menti d’être diplômé de l'Université Stanford. Sa première rencontre avec le représentant de YG Entertainment est arrangée par son épouse Kang Hye-jeong. 
En 2010, le label déménage vers un autre bâtiment, tandis que l'ancien bâtiment devient un centre de formation. YG Entertainment produit en 2013 une émission de télé-réalité intitulée Who is Next: YG's WIN afin de sélectionner les membres du prochain boys band de l'agence. Les onze stagiaires de l'agence ont été divisés en deux groupes, Team A et Team B. Le groupe Team A affronte le groupe Team B sur dix épisodes et sur trois battles, où le public choisit le gagnant. Le groupe Team A, vainqueur de l'émission est officiellement nommé sous le nom de Winner. C'est le premier boys band créé huit ans après le groupe BIGBANG. La Team B finira par faire ses débuts (officiellement) le 15 septembre 2015 sous le nom d'Ikon, après l'émission de télé-réalité Mix & Match.
Le 9 juillet 2013, le contrat de la chanteuse Gummy avec l'agence expire. Après dix années d’être sous le même label, elle décide de ne pas renouveler son contrat et de joindre le label C-JeS Entertainment. En octobre 2014, le groupe LVMH entre au capital d'YG Entertainment à travers son fonds d'investissement, L Capital Asia.
En 2015, YG Entertainment investit 100 millions de dollars dans un nouveau complexe industriel à Gyeonggi-do, qui abritera des infrastructures comme des studios d'enregistrement. La fin de la construction du complexe est prévue pour fin décembre 2018. 16 milliards de KRW (équivalent de 14 millions de dollars) sont également investis pour les locaux de la société. En 2016, YG accueille un nouveau groupe féminin : BLACKPINK, qui s'est directement fait une place dans la Kpop sachant que en moins d'une heure après sa sortie, le groupe s'est retrouvé en tête des classements musicaux avec ses deux titres, et leurs clips ont comptabilisé neuf et dix millions de vues en quatre jours. C'est l'un des meilleurs débuts pour un groupe de K-pop. Le groupe est aussi connu pour ne pas avoir de leader et avoir une membre étrangère qui vient de Thaïlande (Lisa) et qui est donc la première artiste étrangère de YG.
Le PDG de la société démissionne en 2019, à la suite d'affaires impliquant des chanteurs produits par YG Entertainment.

## Filiales
- YG Entertainment Japan Co., Ltd.
  - YGEX (label avec Avex Group)[10]
  - Projectree
- YG Entertainment Asia Ltd.
  - YG Entertainment Beijing Ltd.
    - Shining Star Culture
- YG Entertainment USA Inc.
- YG Plus Inc.
  - YG Investment Inc.
- YG Studio Plex
- YGX Inc. (2018—2024)
  - X Academy

### Affiliés
- The Black Label
- KBYK Live (avec Hybe, Universal Music et Kiswe)[11]
- YG”MM (label avec GMM Grammy)[12]
- YN Culture&Space (avec Naver, Nexon et Wysiwyg Studios)[13]

## Partenariat

### Distribution numérique
À l'échelle locale, YG est en partenariat avec M-Boat Entertainment depuis 2002, EunGun Entertainment, Yamazone Music et Booda Sound. 
Depuis 2005, YG Entertainment, étend son marché à l'étranger. Se7en est le premier artiste à s'exporter en Asie. YG a des partenariats avec Nexstar Records au Japon, 21 East Entertainment en Chine et GMMInternational en Thaïlande. Se7en devrait bientôt entamer une carrière aux États-Unis. YG Entertainment prévoit de créer des succursales aux États-Unis et au Japon appelés YG America et YG Japan.

### Mode et beauté
NONA9ON est une marque de luxe ayant pour ambassadeurs Bobby de IKON et Lisa de BLACKPINK et fondée par YG Entertainment et la filiale textile Cheil Industries de Samsung au début de 2012. D'abord nommée Natural Nine, la marque est remaniée et lancée au printemps/été 2015,.

### Production de concerts
YG Entertainment s'associe pour la première fois avec Live Nation en 2012 pour produire Big Bang Alive Galaxy Tour 2012. Un tour du monde est prévu depuis 2011, mais des problèmes judiciaires avec plusieurs membres du groupe Bigbang amène au report de la tournée pour l'année suivante. Il s'agit de la première fois que Live Nation travaille avec un groupe asiatique. Par la suite, Live Nation annonce les tournées de 2NE1, New Evolution World Tour 2012, et de G-Dragon 2013, 1st World Tour: One of a Kind. Live Nation se rapproche de YG Entertainment après avoir assisté à la popularisation significative de la K-pop. Mats Brandt, directeur général de Live Nation Asia, déclare dans une interview, avoir décidé de miser sur les talents de Bigbang qui a, selon lui, les meilleures chances de se faire connaître à l'échelle mondiale. 
L'une des deux compagnies aériennes principales en Corée, Asiana Airlines, signe un accord avec YG Entertainment en janvier 2013 pour assurer le transport de ses artistes vers des destinations nationales et internationales sans frais. En retour, YG Entertainment devra placer le logo de la compagnie aérienne lors de leurs concerts et tournées internationales.
En 2019, YG Ent. fait également un partenariat avec KIA pour produire la tournée mondiale de BLACKPINK.

## YG Family
YG Family est un groupe lancé en 1999 qui regroupe les membres du label. Ils comptent quatre albums collaboratifs, et ont chanté à Séoul, Tokyo et Osaka, Los Angeles, New York et Washington D.C. lors d'une tournée mondiale en l'honneur du 10e anniversaire du label en 2006. 

## Artistes actuels
Liste des artistes musicaux sous YG Entertainment :

### Groupes
- 2NE1
- AKMU
- Winner
- Blackpink
- Treasure
- BabyMonster

### Solistes
- Eun Ji-won
- Kang Seung-yoon
- Mino
- Lee Su-hyun
- Lee Chan-hyuk

## Acteurs
Liste des acteurs et actrices sous YG Entertainment :
- Cha Seung-won
- Choi Da-hye
- Claudia Kim
- Gyeong Su-jin
- Han Seung-yeon
- Jang Deok-su
- Jang Hyun-sung
- Jang Ki-yong
- Jin Kyung
- Joo Woo-jae
- Jung Hye-young
- Kal So-won
- Kang Seung-yoon
- Kang Hui
- Kim Hee-ae
- Kim Hyun-jin
- Kim Jin-woo
- Kim Seung-yun
- Lee Ho-jung
- Lee Ju-myoung
- Lee Ki-taek
- Lee Sung-kyung
- Lee Soo-hyuk
- Nam Kyu-hee
- Park Hyeong-seop
- Park You-na
- Park Soi
- Seo Jeong-yeon
- Son Na-eun
- Yoo In-na
- Yoo Seung-ho
- Yu Yeon-su

## Anciens artistes

### Groupes
Liste des groupes et artistes anciennement sous YG Entertainment :
- SWi.T (2000–2002)
  - Ahn Nai-young (2000–2002)
  - Seong Mi-hyun (2000–2002)
  - Lee Eun-joo (2000–2007)
- 1TYM (1998–2006)
  - Oh Jin-hwan (1998–2007)
  - Danny (1998–2012)
  - Teddy (1998–2016)[N 1]
  - Song Baek-young (1998–2017)
- SoulStaR (2005–2007)[21]
  - Lee Chang-geun (2005–2007)[21]
  - Lee Seung-wu (2005–2007)[21]
  - Lee Kyu-hoon (2005–2007)[21]
- Big Mama (2003–2007)[22]
  - Shin Yona (2003–2007)[22]
  - Lee Ji-young (2003–2007)[22]
  - Lee Young-hyun (2003–2007)[22]
  - Park Min-hye (2003–2007)[22]
- 2NE1 (2009–2017, depuis 2024)[23]
  - Minzy (2009–2016)[24]
  - Park Bom (2009–2016)[25]
  - CL (2009–2019)[26]
  - Sandara Park (2009–2021)[27]
- Epik High (2011–2018)[28]
  - Tablo (2011–2018)[28]
  - Mithra Jin (2011–2018)[28]
  - DJ Tukutz (2011–2018)[28]

- Jinusean (1997–2019)
  - Jinu (1997–2019)
  - Sean (1997–2019)
- Big Bang (2006–2022)
  - Seungri (2006–2019)[29]
  - T.O.P (2006–2022)[30]
  - Daesung (2006–2022)[30]
  - Taeyang (2006–2022)[30]
  - G-Dragon (2006–2023)[31]
- iKON (2015–2022)[32]
  - B.I (2015–2019)[32]
  - Jay (2015–2022)[32]
  - Song (2015–2022)[32]
  - Bobby (2015–2022)[32]
  - DK (2015–2022)[32]
  - Ju-ne (2015–2022)[32]
  - Chan (2015–2022)[32]
- Blackpink[N 2] :
  - Jennie (2016—2023)[33]
  - Rosé (2016—2023)[33]
  - Lisa (2016—2023)[33]
  - Jisoo (2016—2023)[33]
- Sechs Kies (2016—2024)

### Solistes
- Wheesung (2003-2006)
- LEXY (2003-2007)
- Kim Ji-eun (2007-2008)
- Digital Masta (2003-2011)
- Se7en (2003-2013)
- Gummy (2003-2013)
- Masta Wu (2000-2016)
- Psy (2010-2018)
- Lee Hi (2012-2019)

### YG Underground
Liste des groupes anciennement sous YG Underground, ancien sous-label de YG Entertainment :
- Stony Skunk (2005–2007)
  - Skull (2005–2007)
  - Kush (2005–2016)[N 3]
- 45RPM (2005–2008)
  - J-Kwondo (2005–2008)
  - Smash (2005–2008)
  - G.R. (2005–2008)

### Acteurs
- Kang Hye-jeong, actuellement sous contrat avec C-JeS Entertainment (1998-2013)
- Ku Hye-sun (2003–2017)
- Lee Jong-suk (2016–2018)
- Lim Ye-jin (2014–2019)
- Kim Sae-ron (2016–2019)
- Nam Joo-hyuk (2013–2020)
- Jung Youn-seok
- Kwon Han-sol
- Kwon Hyun-bin
- Gang Dong-won
- Lee Hyun-wook
- Lee Woo-je
- Park Soo-yeon
- Park Tae-in
- Son Ho-jun
- Seo Yi-seo
- Shim Young-eun
- Wang Yi-jun
- Choi Ji-woo (2014–2024)[34]
- Mun Ji-hyo